# Mariusz Błaszczak
Mariusz Błaszczakⓘ (ur. 19 września 1969 w Legionowie) – polski polityk, samorządowiec i historyk.

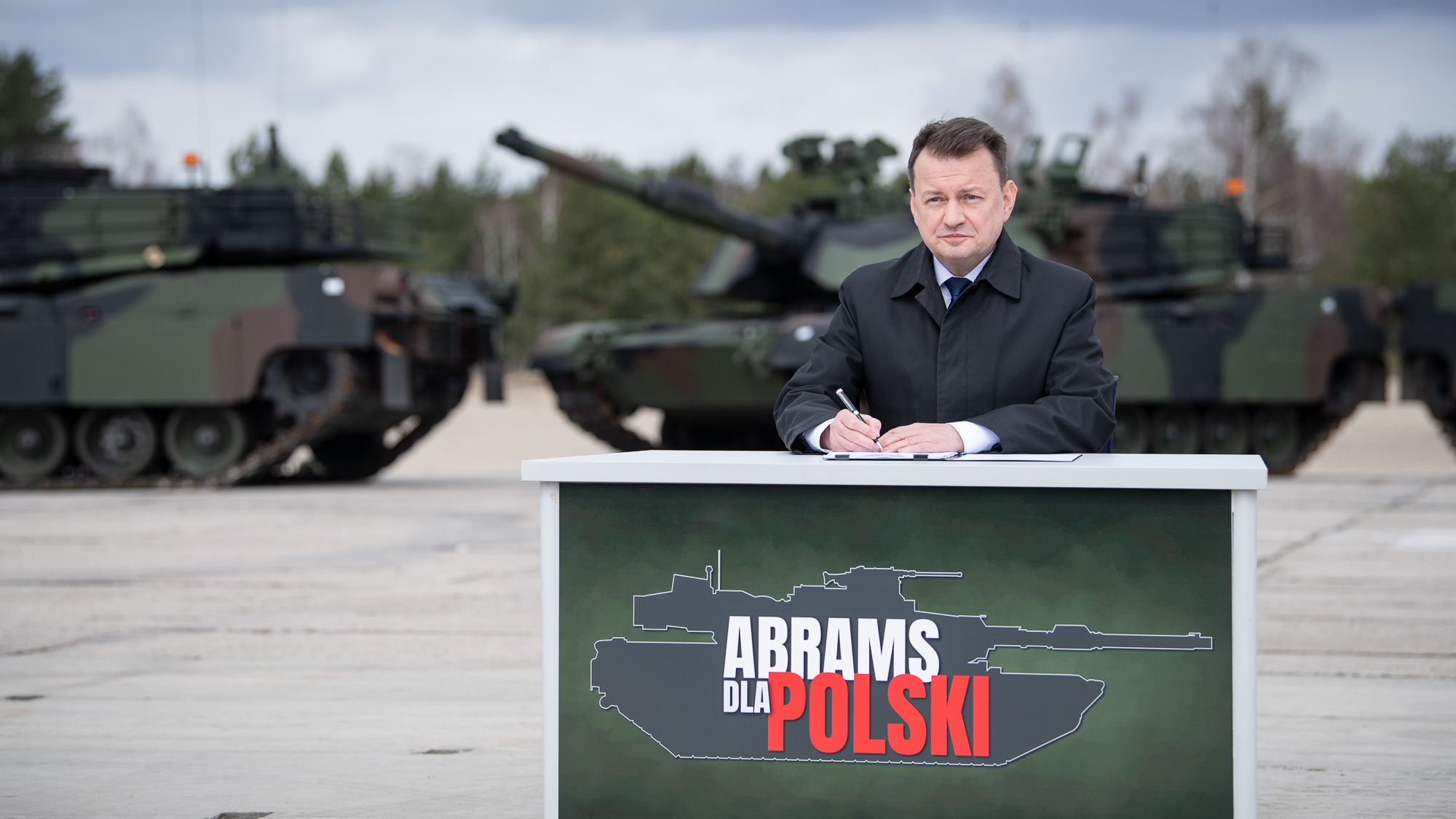
Mariusz Błaszczak podczas podpisania umowy na dostawę 250 czołgów Abrams dla Wojska Polskiego (2022)

Poseł na Sejm VI, VII, VIII, IX i X kadencji (od 2007), przewodniczący Klubu Parlamentarnego Prawa i Sprawiedliwości (2010–2015, od 2023). Szef Kancelarii Prezesa Rady Ministrów (2005–2007), minister-członek Rady Ministrów w rządzie Jarosława Kaczyńskiego (2007), minister spraw wewnętrznych i administracji w rządzie Beaty Szydło i pierwszym rządzie Mateusza Morawieckiego (2015–2018), minister obrony narodowej w pierwszym, drugim i trzecim rządzie Mateusza Morawieckiego (2018–2023), wiceprezes Rady Ministrów (2022–2023).

## Życiorys
Syn Lucjana i Danuty; jego ojciec pracował w fabryce FSO na Żeraniu. Ukończył studia na Wydziale Historycznym Uniwersytetu Warszawskiego z tytułem zawodowym magistra historii uzyskanym w 1995 na podstawie pracy zatytułowanej Opinie szlachty województw poznańskiego i kaliskiego wobec polityki zagranicznej Rzeczpospolitej w latach 1587–1611, której opiekunem był Jarema Maciszewski. Odbył podyplomowe studia w Uniwersytecie Warszawskim z zakresu samorządu terytorialnego i rozwoju lokalnego (1997) oraz w Wyższej Szkole Przedsiębiorczości i Zarządzania im. Leona Koźmińskiego w zakresie zarządzania w administracji (2006). Był słuchaczem IX promocji Krajowej Szkoły Administracji Publicznej (2001).
Należał do Niezależnego Zrzeszenia Studentów i Stowarzyszenia Katolickiej Młodzieży Akademickiej. Był członkiem Porozumienia Centrum, następnie przystąpił do Prawa i Sprawiedliwości. Zasiadł m.in. w zarządzie regionu mazowieckiego oraz radzie politycznej tej partii. Bez powodzenia kandydował na radnego Legionowa w 1994 z ramienia komitetu Mała Ojczyzna oraz w 1998 z listy Akcji Wyborczej Solidarność.
Po studiach pracował w administracji samorządowej w Urzędzie Miasta Legionowo. W latach 2001–2003 zasiadał w radzie nadzorczej Przedsiębiorstwa Energetyki Cieplnej „Legionowo”. W wyborach samorządowych w 2002 był kandydatem Komitetu Wyborczego Wyborców Sprawiedliwość Prawo i Samorządność na stanowisko prezydenta Legionowa, w głosowaniu uzyskał 11,02% głosów i nie wszedł do II tury. W latach 2002–2004 pełnił funkcję zastępcy burmistrza warszawskiej dzielnicy Wola. W grudniu 2004 objął stanowisko burmistrza Śródmieścia.
W wyborach w 2005 bezskutecznie kandydował do Sejmu z warszawskiej listy PiS. 31 października 2005 premier Kazimierz Marcinkiewicz powołał go na stanowisko szefa Kancelarii Prezesa Rady Ministrów. Pełnił tę funkcję również w rządzie Jarosława Kaczyńskiego do 4 listopada 2007. W latach 2006–2007 zasiadał także w sejmiku mazowieckim. 27 marca 2007 został powołany na stanowisko ministra-członka Rady Ministrów w rządzie Jarosława Kaczyńskiego. 7 września tego samego roku odwołano go z tej funkcji z jednoczesnym powołaniem na sekretarza stanu w KPRM przy zachowaniu stanowiska szefa kancelarii. Od 11 września do 16 listopada 2007 ponownie był ministrem bez teki.
W wyborach parlamentarnych w tym samym roku z ramienia Prawa i Sprawiedliwości uzyskał mandat poselski, otrzymując w okręgu podwarszawskim 10 061 głosów. W marcu 2009 został rzecznikiem prasowym KP PiS, a 3 sierpnia 2010 przewodniczącym klubu parlamentarnego tej partii. W wyborach w 2011 uzyskał reelekcję liczbą 44 319 głosów. Utrzymał także stanowisko przewodniczącego KP PiS w Sejmie VII kadencji.
W 2015 został ponownie wybrany do Sejmu, otrzymując 73 139 głosów. 16 listopada tego samego roku powołany na ministra spraw wewnętrznych i administracji w rządzie Beaty Szydło. 11 grudnia 2017 objął to stanowisko w nowo utworzonym rządzie Mateusza Morawieckiego. 9 stycznia 2018 został odwołany z funkcji ministra spraw wewnętrznych, a następnie tego samego dnia mianowany nowym ministrem obrony narodowej w miejsce Antoniego Macierewicza.
W sierpniu 2018 jego publiczne wypowiedzi w TV Trwam odnośnie do parady równości w Poznaniu część mediów i komentatorów określiła jako homofobiczne i stanowiące mowę nienawiści.
W wyborach w 2019 Mariusz Błaszczak z powodzeniem ubiegał się o poselską reelekcję, otrzymując 135 189 głosów. 15 listopada 2019 objął ponownie urząd ministra obrony narodowej, wchodząc w skład drugiego rządu dotychczasowego premiera. 22 czerwca 2022 powołany dodatkowo na stanowisko wicepremiera, zastępując odchodzącego z rządu Jarosława Kaczyńskiego.
Funkcję wiceprezesa Rady Ministrów pełnił do 21 czerwca 2023; ustąpił razem z innymi wicepremierami w związku z ponownym wejściem Jarosława Kaczyńskiego do rządu. Podczas zajmowania stanowiska wicepremiera kierował również Komitetem Rady Ministrów do spraw Bezpieczeństwa Narodowego i spraw Obronnych.
W wyborach w 2023 po raz piąty z rzędu uzyskał mandat poselski (z wynikiem 127 578 głosów). W listopadzie tegoż roku ponownie objął funkcję przewodniczącego klubu parlamentarnego swojego ugrupowania. 27 listopada 2023 powołany na ministra obrony narodowej w trzecim gabinecie Mateusza Morawieckiego. Ponownie został też przewodniczącym Komitetu Rady Ministrów do spraw Bezpieczeństwa Narodowego i spraw Obronnych. Z administracji rządowej odszedł 13 grudnia 2023. W Sejmie X kadencji został członkiem Komisji Obrony Narodowej. W październiku 2024 powołany na przewodniczącego Komitetu Wykonawczego PiS.
We wrześniu 2023 ujawnił odtajnioną przez siebie część dokumentów dotyczących planu użycia Sił Zbrojnych RP „WARTA-00101”. W związku z tą decyzją na wniosek prokuratora generalnego Sejm 6 marca 2025 głosami 245 posłów uchylił mu immunitet. 21 marca 2025 prokurator przedstawił mu zarzuty przekroczenia uprawnień przez funkcjonariusza publicznego oraz ujawnienia lub wykorzystanie informacji niejawnych o klauzuli „tajne" lub „ściśle tajne". Polityk nie przyznał się do tego czynu, stwierdził, że miał prawo do odtajnienia archiwalnych dokumentów.

## Odznaczenia i wyróżnienia
W 2019 odznaczony Krzyżem Wielkim Komandorskim Orderu „Za zasługi dla Litwy”. W 2022 został uhonorowany ukraińskim Orderem „Za zasługi” I klasy.
W 2016 został wyróżniony Medalem Pamiątkowym XXV-lecia NSZZ Funkcjonariuszy Straży Granicznej oraz Krzyżem „Golgota Wschodu”.
30 maja 2017 postanowieniem nr 11/OP/2017 MSWiA, podpisanym przez wiceministra Jarosława Zielińskiego, został odznaczony Złotą Odznaką „Zasłużony dla Ochrony Przeciwpożarowej”. Następnego dnia, po zapytaniu ze strony mediów, Jarosław Zieliński postanowieniem nr 12/OP/2017 Ministra Spraw Wewnętrznych i Administracji uchylił tę decyzję wobec odmowy przyjęcia odznaki.
W 2018 z racji objęcia urzędu ministra otrzymał odznakę okolicznościową Ministerstwa Obrony Narodowej.
W 2022 został wyróżniony nagrodą „Człowiek Wolności”, przyznaną przez redakcję tygodnika „Sieci”. W 2023 przyznano mu tytuł Człowieka Roku tygodnika „Wprost” (za 2022).

## Wyniki w wyborach parlamentarnych
| Wybory | Komitet wyborczy   | Komitet wyborczy       | Organ            | Okręg            | Wynik       |
| ------ | ------------------ | ---------------------- | ---------------- | ---------------- | ----------- |
| 1993   |                    | Porozumienie Centrum   | Sejm II kadencji | nr 2             | 449 (0,17%) |
| 2005   |                    | Prawo i Sprawiedliwość | Sejm V kadencji  | nr 19            | 869 (0,11%) |
| 2007   | Sejm VI kadencji   | Prawo i Sprawiedliwość | nr 20            | 10 061 (2,18%)   |             |
| 2011   | Sejm VII kadencji  | Prawo i Sprawiedliwość | nr 20            | 44 319 (9,85%)   |             |
| 2015   | Sejm VIII kadencji | Prawo i Sprawiedliwość | nr 20            | 73 139 (14,91%)  |             |
| 2019   | Sejm IX kadencji   | Prawo i Sprawiedliwość | nr 20            | 135 189 (22,58%) |             |
| 2023   | Sejm X kadencji    | Prawo i Sprawiedliwość | nr 20            | 127 578 (17,46%) |             |